# Petrosia clavata
Petrosia clavata är en svampdjursart som först beskrevs av Eugen Johann Christoph Esper 1794.  Petrosia clavata ingår i släktet Petrosia och familjen Petrosiidae. Inga underarter finns listade i Catalogue of Life.